# Танасис Адетокумбо
Атанасис „Танасис” Адетокумбо (грч. Αθανάσιος "Θανάσης" Αντετοκούνμπο, енгл. Athanasios "Thanasis" Antetokounmpo; Атина, 18. јул 1992) грчки је кошаркаш. Игра на позицији крила. Његов млађи брат Јанис је такође кошаркаш.

## Биографија
Андетокумбо је рођен у Атини од нигеријских родитеља. Каријеру је почео у грчком друголигашу Филатлитикосу где је дебитовао у сезони 2012/13. И наредну 2013/14. сезону је почео у овој екипи али је након само неколико мечева напустио клуб. Убрзо одлази у САД где се прикључује екипи Делавер ејтисевенерса која се такмичи у НБА развојној лиги. Након једне сезоне у њиховом дресу, пријављује се на НБА драфт 2014. године где су га изабрали Њујорк никси као 51. пика. Ипак није потписао уговор са Никсима већ је сезону 2014/15. провео у њиховом развојном клубу Вестчестер никсима. И сезону 2015/16. проводи у Вестчестер никсима с тим што је крајем јануара потписао 10-дневни уговор са Њујорк никсима током којег је одиграо два меча у НБА лиги. Сезону 2016/17. проводи у екипи Андоре. У јулу 2017. је постао играч Панатинаикоса. Са клубом из Атине је провео наредне две сезоне у којима је био два пута првак Грчке и једном освајач националног купа. У јулу 2019. је потписао уговор са Милвоки баксима.
Са репрезентацијом Грчке је играо на Европском првенству 2017. године.

## Успеси

### Клупски
- Панатинаикос:
  - Првенство Грчке (2): 2017/18, 2018/19.
  - Куп Грчке (1): 2019.

- Милвоки бакси:
  - НБА (1): 2020/21.